# 拉斯·康拉德
拉斯·康拉德（德語：Lars Conrad，1976年6月1日—），德国男子游泳运动员。他曾代表德国参加2000年和2004年夏季奥林匹克运动会游泳比赛，其中2004年奥运会获得一枚银牌。